# Mojiwka
Mojiwka (ukr. Моївка, hist. Mojówka) – wieś na Ukrainie w rejonie czerniweckim obwodu winnickiego.

## Pałac
- pałac wybudowany w pierwszej połowie XIX w. z elementami stylu klasycystycznego przez Wacława Mańkowskiego (1820-1905) na wzgórzu nad stawem[1].

## Urodzeni w Mojiwce
- Edward Kucharski – polski lekkoatleta, podporucznik Armii Krajowej, powstaniec warszawski[2].